# Мистуси
Мистусите (Mystus) са род риби от семейство Бодливи сомчета, разред Сомоподобни, които обитават водните басейни на Южна и Югоизточна Азия: Камбоджа, Индонезия, Лаос, Малайзия, Сингапур и Тайланд. Името на рода идва от гръцкото mystax, „с мустачки“.
Родът е слабо определен. Филогенните връзки в рамките на рода са слабо изучени, макар че се предполага, че съществуват две основни родови линии.
Към рода са причислени два фосилни вида, от времето на ранния терциер, открити в басейна Саншуй в провинция Гуандун, Китай:
- Mystus spinipectoralis Li & Wang 1979
- Mystus dalungshanensis Li & Wang 1979

На размери достигат до около 30 cm. Продължителността на живота им достига до 10 години. Хранят се със зоопланктон и ларви на насекоми.
Представителите на рода се ловят от човека както за храна, така и за отглеждане в аквариуми.

## Видове
Понастоящем съществуват 40 вида, принадлежащи към този род:
 Род Мистуси
- Вид Mystus abbreviatus (Valenciennes, 1840)
- Вид Mystus alasensis (H. H. Ng, Renny Kurnia Hadiaty, 2005)[6]
- Вид Mystus albolineatus (T. R. Roberts, 1994)
- Вид Mystus ankutta (Pethiyagoda, Anjana Silva & Maduwage, 2008)
- Вид Mystus armatus (F. Day, 1865)
- Вид Mystus armiger (H. H. Ng, 2004)
- Вид Mystus atrifasciatus (Fowler, 1937)
- Вид Mystus bimaculatus (Volz, 1904)
- Вид Mystus bleekeri (F. Day, 1877)
- Вид Mystus bocourti (Bleeker, 1864)
- Вид Mystus canarensis (S. Grant, 1999)
- Вид Mystus carcio (F. Hamilton, 1822)
- Вид Mystus castaneus (H. H. Ng, 2002)[7]
- Вид Mystus cavasius (F. Hamilton, 1822)
- Вид Mystus chinensis (Steindachner, 1883)
- Вид Mystus cineraceus (H. H. Ng & Kottelat, 2009)
- Вид Mystus falcarius (Chakrabarty & H. H. Ng, 2005)[2]
- Вид Mystus gulio (F. Hamilton, 1822)
- Вид Mystus horai (Jayaram, 1954)
- Вид Mystus impluviatus (H. H. Ng, 2003)[1]
- Вид Mystus keletius (Valenciennes, 1840)
- Вид Mystus leucophasis (Blyth, 1860)
- Вид Mystus malabaricus (Jerdon, 1849)
- Вид Mystus montanus (Jerdon, 1849)
- Вид Mystus multiradiatus (T. R. Roberts, 1992)
- Вид Mystus mysticetus (T. R. Roberts, 1992)
- Вид Mystus ngasep (Darshan, Vishwanath, Mahanta & Barat, 2011[8]
- Вид Mystus nigriceps (Valenciennes, 1840)
- Вид Mystus oculatus (Valenciennes, 1840)
- Вид Mystus pelusius (Solander, 1794)
- Вид Mystus pulcher (B. L. Chaudhuri, 1911)
- Вид Mystus punctifer (H. H. Ng, Wirjoatmodjo & Hadiaty, 2001)[9]
- Вид Mystus rhegma (Fowler, 1935
- Вид Mystus rufescens (Vinciguerra, 1890)
- Вид Mystus seengtee (Sykes, 1839)
- Вид Mystus singaringan (Bleeker, 1846)
- Вид Mystus tengara (F. Hamilton, 1822)
- Вид Mystus velifer (H. H. Ng, 2012)[4]
- Вид Mystus vittatus (Bloch, 1794)
- Вид Mystus wolffii (Bleeker, 1851)